# 戸田弥生
戸田 弥生（とだ やよい、1968年〈昭和43年〉3月23日 - ）は、福井県福井市生まれのヴァイオリニスト。フェリス女学院大学音楽学部教授。

## 略歴

### 生い立ち
4歳からヴァイオリンを習い始める。地元福井市の福井市六条小学校に通いながら、中学校も福井市の福井市足羽第一中学校に通ったが、1983年（昭和58年）に単身で上京して堀米ゆず子宅に下宿しながら、桐朋女子高等学校音楽科に入学し江藤俊哉に師事した。
1986年（昭和61年）、桐朋学園大学に進学。

### 欧米留学
1992年（平成4年），アムステルダムのスウェーリンク音楽院に留学し、ヘルマン・クレバースに師事した。1995年（平成7年）、オランダの作曲家トリスタン・ケウリスからヴァイオリン協奏曲第2番を献呈され、アムステルダム・コンセルトヘボウ管弦楽団と初演を行った。
1996年（平成8年）、ジュリアード音楽院から「ディレイ・スカラーシップ」を得て同音楽院に1年間留学し、ドロシー・ディレイに師事。同年、ヤング・コンサート・アーティスツ国際オーディションで優勝。1997年（平成9年），ニューヨークでリサイタルを開き、ニューヨークデビューを果たした。

### 留学後
ジュリアード留学後、日本とアムステルダムを拠点としながら、演奏活動を行う。1999年（平成11年）4月、ミラノにてアレクサンドル・ラビノヴィッチ・バラコフスキー（英語: Alexandre Rabinovitch-Barakovsky）のヴァイオリン協奏曲を初演。同年10月、日本フィルハーモニー交響楽団のオランダ・ツアーにソリストとして同行し、ブラームスの二重協奏曲を共演。同年12月にはカーネギー・リサイタルホールにおいて、「Yayoi and friends」として室内楽を中心としたリサイタルを開催した。
2000年（平成12年）、ハーグ・レジデンティ管弦楽団と共演し、オランダ、日本で演奏会を行った。また、このころ、小野グループから1694年製ストラディヴァリウス「スギチェリ」を貸与された。
2001年（平成13年）以降、毎年ふくしま国際音楽祭に招かれリサイタルを行っている。また、同年、結成間もないマレーシア・フィルハーモニー管弦楽団に招かれ、ソリストとしてアジアツアーを行ったほかピアニストのフランク・ブラレイとリサイタルを行い、2002年（平成14年）にはピアニストのアブデル・ラーマン・エル＝バシャとリサイタルを行った。
2003年（平成15年）3月に長男を出産。2005年（平成18年）、エリザベート王妃国際音楽コンクールと日本音楽コンクールにおいて、ヴァイオリン部門の審査員を務めた。同年、ストラディヴァリウスの貸与期間が満了を迎え、その後、上野製薬から1740年製ピエトロ・グァルネリの貸与を受けた。2005年（平成17年）12月に長女を出産。
2006年（平成18年）から2010年（平成22年）まで同志社女子大学音楽学部非常勤講師、2008年（平成20年）から2009年（平成21年）まで京都市立芸術大学音楽学部非常勤講師、2013年（平成25年）から桐朋学園大学音楽学部ヴァイオリン科非常勤講師に就任。

## 受賞歴
- 1979年（昭和54年） - 第33回・全日本学生音楽コンクール全国大会小学生の部第1位[1]
- 1985年（昭和60年） - 第54回・日本音楽コンクール第1位
- 1986年（昭和61年） - 日本国際音楽コンクール第3位
- 1988年（昭和63年） - 第1回・淡路島国際室内楽コンクールプロ部門第1位
- 1988年（昭和63年） - モントリオール国際コンクール第6位
- 1993年（平成5年） - エリザベート王妃国際音楽コンクール第1位[2]
- 1994年（平成6年） - 第4回・出光音楽賞
- 1996年（平成8年） - ヤング・コンサート・アーティスツ国際オーディション優勝

## 作品

### アルバム
- エリザベート・コンクールの戸田弥生（1993年）

シベリウス：ヴァイオリン協奏曲
スウェルツ：黄道十二宮～ヴァイオリンと管弦楽のためのエフェメリス（1992）
ヤナーチェク：ヴァイオリン・ソナタ
- トリスタン・コイリス作品集（1996年）

コイリス：ヴァイオリン協奏曲第2番
- エネスコ＆バッハ（2000年、音楽の友社、ピアノ：斎藤雅広）

エネスコ：ヴァイオリン・ソナタ第3番「ルーマニアの民俗様式で」
バッハ：無伴奏ヴァイオリン・パルティータ第2番
ファリャ：7つのスペイン民謡曲集よりナナ
シチェドリン：アルベニス風に
- バッハ：無伴奏ヴァイオリン・ソナタ＆パルティータ（全曲、2002年，音楽の友社）
- イザイ：無伴奏ヴァイオリン・ソナタ（全曲、2004年、エクストン）
- 子供の夢（2006年、オクタヴィア、ピアノ：林達也）

ドビュッシー：亜麻色の髪の乙女
フォーレ：子守歌
ラヴェル：
フォーレの名による子守歌
ハバネラの様式による小品
シベリウス：ロンディーノ
チャイコフスキー：感傷的なワルツ
マルチェッティ：魅惑のワルツ
クライスラー：ウィーン小行進曲
ブラームス：
ハンガリー舞曲第5番
調べのよう
シューマン：インテルメッツォ
ショパン：夜想曲第20番（遺作）
イザイ：
アンダンテ（遺作）
子供の夢
グラズノフ：瞑想曲
ラフマニノフ：ヴォカリーズ
チャップリン：スマイル